# Bror Hasselrot
Bror Carl Hasselrot, född 8 november 1882 i Växjö, död 21 januari 1951 i Danderyd, var en svensk jurist och ämbetsman som var konsultativt statsråd 1923–1924. Han var son till Carl Hasselrot, halvbror till Carl Birger, Mathias, Pehr, Berndt och Carl-Axel Hasselrot samt far till Brita Hasselrot.
Hasselrot avlade hovrättsexamen vid Lunds universitet 1905, blev adjungerad ledamot i Hovrätten över Skåne och Blekinge 1911, tillförordnad revisionssekreterare 1915 och expeditionschef i Jordbruksdepartementet 1917. Han utnämndes till hovrättsråd i Hovrätten över Skåne och Blekinge 1919, blev Militieombudsmannens suppleant 1919, revisionssekreterare 1919 och statssekreterare i Jordbruksdepartementet 1920. Hasselrot var konsultativt statsråd 19 april 1923–18 oktober 1924 som partilös medlem i Ernst Tryggers regering. Han utnämndes till regeringsråd 1925 och var landshövding i Örebro län 1928–1947.
Hasselrot blev riddare av Nordstjärneorden 1918 samt kommendör av andra klassen av Vasaorden 1921, kommendör av första klassen av Nordstjärneorden 1924 och kommendör med stora korset 1936. Han är begraven på Danderyds kyrkogård.